# Хіяма (повіт)
Пові́т Хія́ма (яп. 檜山郡, ひやまぐん, МФА: [çijama guɴ]) — повіт у Японії, в окрузі Хіяма префектури Хоккайдо. 